# Dean Heller
Dean Arthur Heller (Castro Valley, 10 maggio 1960) è un politico statunitense, senatore per lo stato del Nevada dal 2011 al 2019 e in precedenza membro della Camera dei Rappresentanti per lo stesso stato dal 2007 al 2011.

## Biografia
Nato in California, Heller crebbe in Nevada e dopo gli studi trovò lavoro come agente di borsa. In seguito si dedicò alla politica con il Partito Repubblicano e venne eletto all'interno della legislatura statale del Nevada nel 1990.
Dopo quattro mandati Heller riuscì a farsi eleggere Segretario di stato del Nevada e fu riconfermato due volte. Nel 2006 si candidò alla Camera dei Rappresentanti e venne eletto deputato. Fu riconfermato nel 2008 e nel 2010.
Nel 2011 il senatore repubblicano John Ensign rassegnò le dimissioni in seguito ad uno scandalo sessuale e così il governatore del Nevada Brian Sandoval si trovò a dover scegliere un sostituto. Sandoval nominò Heller per il seggio e questi, dopo aver portato a termine il mandato di Ensign, decise di candidarsi per un mandato completo nel 2012. Nelle elezioni affrontò la deputata democratica Shelley Berkley e la sconfisse di misura, con un margine di scarto di appena un punto percentuale.
Sei anni dopo, ricandidatosi per un secondo mandato, Heller venne sconfitto con ampio margine dall'avversaria democratica Jacky Rosen e lasciò così il Congresso.
Ideologicamente Heller si configura come un fervente conservatore. Sposato con Lynne, Heller è padre di quattro figli.